# Полтора рыцаря: В поисках похищенной принцессы Херцелинды
«Полтора рыцаря: В поисках похищенной принцессы Херцелинды» (нем. 1 1/2 Ritter — Auf der Suche nach der hinreibenden Herzelinde) — комедия режиссёра Тиля Швайгера. Мировая премьера прошла 18 декабря 2008 года. Фильм получил отрицательные оценки критиков.

## Сюжет
Риттер Ланце — настоящий рыцарь. Эрдал — стремится стать рыцарем. Однажды в королевстве случается беда, принцессу Херцелинду похищает Чёрный рыцарь. Ланце и Эрдал отправляются на её спасение.

## В ролях
Главные роли исполнили:
- Тиль Швайгер — Риттер Ланце
- Рик Каванян — Эрдал
- Юлия Дитце — принцесса Херцелинда
- Томас Готтшальк — кoроль Гюнтер
- Удо Кир — Люпольд Трумпф
- Тьерри Ван Вервеке — Зигфрид

## Критика
Фильм получил в основном отрицательные оценки критиков. Немецкий журнал Sueddeutsche Zeitung описал его как «постыдный парад знаменитостей», заявив, что «Тиль Швайгер добился ненависти к фильму как у критиков, так и у прессы, и не без причины: фильм попросту настолько же убог, как и его трейлер». Сайт TV Movie.de написал: «если бы шутки были бы получше и вышли бы за пределы подросткового юмора, фильм мог бы стать нормальной комедией». Cinefacts.de добавил: «Тиль в который раз пробует себя в жанре комедии, но этому фильму, в отличие от его предыдущих творений „Босиком по мостовой“ и „Красавчик“, явно не хватает шуток». Дорит Коч из General Anzeiger Bonn, однако, посчитал, что «несмотря на отсутствие хороших шуток, фильм привлечёт свою аудиторию за счёт знаменитых актёров». Cinema.de описали фильм как «слабый средневековый фарш с парочкой весёлых идей». «Режиссёр и исполнитель главной роли Тиль Швайгер в своём средневековом фильме продолжает сыпать детскими шуточками и юмором в стиле Монти Пайтон. Вы можете попытаться найти здесь что-то смешное, но вам не удастся», резюмирует Die Welt.

## Саундтрек
Саундтрек 1½ Knights — In Search of the Ravishing Princess Herzelinde вышел на лейбле Interscope Records 19 декабря 2008, и включает в себя песню «Walta Sattla», исполненную Тилем Швайгером. В своей рецензии альбома Bild пишет: «В отличие от самого фильма, саундтрек просто прекрасен».